# Felső-kiskunsági szikes puszta
Felső-kiskunsági szikes puszta este o arie protejată (arie specială de conservare — SAC, sit de importanță comunitară — SCI) din Ungaria întinsă pe o suprafață de 15.776 ha, integral pe uscat.

## Localizare
Centrul sitului Felső-kiskunsági szikes puszta este situat la coordonatele 47°03′57″N 19°09′23″E / 47.0658°N 19.1564°E.

## Înființare
Situl Felső-kiskunsági szikes puszta a fost declarat sit de importanță comunitară în mai 2004 pentru a proteja 1 specie de plante și 12 specii de animale. Situl a fost protejat și ca arie specială de conservare în februarie 2010.

## Biodiversitate
Situată în ecoregiunea panonică, aria protejată conține 4 habitate naturale: Stepe și mlaștini sărate panonice, Pajiști stepice panonice pe loess, Stepe panonice nisipoase, Pajiști aluvionare inundabile, de Cnidion dubii.
La baza desemnării sitului se află mai multe specii protejate:
- plante (1): Cirsium brachycephalum
- amfibieni (2): buhai de baltă cu burta roșie (Bombina bombina), triton cu creastă dobrogean (Triturus dobrogicus)
- mamifere (3): vidră de râu (Lutra lutra), dihor de stepă (Mustela eversmanii), popândău (Spermophilus citellus)
- nevertebrate (2): dorcadion cervae (Dorcadion fulvum cervae), fluturele purpuriu (Lycaena dispar)
- pești (4): avat (Aspius aspius), zvârluga (Cobitis taenia), țipar (Misgurnus fossilis), boarță (Rhodeus sericeus amarus)
- reptile (1): țestoasa de baltă (Emys orbicularis)

Pe lângă speciile protejate, pe teritoriul sitului au mai fost identificate 12 specii de plante, 5 specii de păsări, 7 specii de amfibieni, 6 specii de mamifere, 19 specii de nevertebrate, 4 specii de reptile.